# Мадам Жозеф
Мадам Жозеф (фр. Madame Joseph; около 1900 — после конца 1940-х годов) — филателистический дилер, действовавший в Лондоне в первой половине XX века, разоблачённый как крупный поставщик почтовых марок с поддельными штемпелями. Вместе с её сообщниками было использовано более четырехсот поддельных штемпелей гашения вплоть до 1949 года.

## Бизнес на подделках
Женщина, известная как Мадам Жозеф, потому что она носила фамилию Joseph (Жозеф), возможно, была француженкой или бельгийкой, при этом её имя настоящее имя неизвестно. Жозеф, её сообщники и преемники использовали поддельные штемпели, чтобы превратить обычные негашеные почтовые марки в более ценные гашеные. Также использовались некоторые поддельные конверты спецгашения, пробковые штемпели, надпечатки. Было использовано более четырехсот поддельных штемпелей, в основном, на почтовых марках Британского Содружества, при этом считается, что, возможно, существуют ещё поддельные штемпели, которые еще предстоит обнаружить. Полагают, что деревянные штемпели были изготовлены во Франции, в то время как цинкографические и омеднённые изделия, возможно, были созданы первоначально для использования в качестве книжных или каталожных иллюстраций.
«Мадам Жозеф», возможно, восходит к мадам Жозеф Круг из Реймса времён Второй мировой войны, которая руководила подпольной организацией по спасению британских лётчиков, сбитых над оккупированной Францией. «Мадам Джозеф», вероятно, не было именем одного человека, а псевдонимом, используемым группой лиц, которая действовала в строжайшей секретности с помощью Управления специальных операций Великобритании (SOE). Новые доказательства предполагают, что деревянные инструменты были работой мастера-фальсификатора Рауля де Тюэна и были изготовлены в Белизе и Мериде (Мексика) в 1939—1949 годах.
По словам Брайана Картрайта, также существовал и «месье Жозеф», однако о нём известно даже меньше, чем о его жене, и поскольку Мадам Жозеф обычно отвечала за обслуживание клиентов, то бизнес и подделки стали приписываться ей. Точная степень участия месье Жозефа в бизнесе еще не определена и может быть более обширной, чем предполагалось ранее.
Торговля была очень прибыльной, поскольку изменённые почтовые марки продавались дилерам для перепродажи клиентам. Говорят, что фальшивые штемпели также сдавались напрокат недобросовестным торговцам, чтобы они изготавливали свои собственные гашеные марки, однако это утверждение было оспорено историком почты Тедом Праудом. По словам Прауда, у Мадам Жозеф было помещение на Ирвинг-стрит, недалеко от Чаринг-Кросс-роуд.
Точные даты существования этого бизнеса неизвестны, но похоже, что первое использование этих штемпелей имело место между Первой и Второй мировыми войнами, а самая последняя дата поддельных штемпелей — 1949 год. Три листа бумаги, содержащие 120 различных оттисков, были найдены в справочной коллекции Стэнли Гиббонс, и они, кажется, были ранее сложены, чтобы, возможно, изготовить буклет образцов. Самая поздняя дата этих поддельных штемпелей — 28 августа 1915 года для Тарква (Tarquah), Золотой Берег (Gold Coast), поэтому образцы наверняка были составлены спустя некоторое время после этого.

## Наследники
В конце концов этот бизнес перешел к Гордону Роудсу (Gordon Rhodes), который торговал по адресу: Лайм-стрит, 17А в Лондоне, и магазин которого числился в «Справочнике Келли» (Kelly’s Directory) с 1935 по 1960 год. Его сотрудник, Сесил Джонс (Cecil Jones), принял магазин после смерти Роудса. По имеющимся сведениям, Джонс использовал его как дойную корову для финансирования своей страсти к азартным играм. В 1960 году магазин сменил название на «South London Stamp Company» («Филателистическая компания Южного Лондона»), при этом считается, что производство подделок прекратилось в 1960-х годах.

## Аналогичные предприятия
В письме журналу «The London Philatelist» Тед Прауд сослался на двух других дилеров, известных только как Дилер A и Дилер Б, которые занимались аналогичной деятельностью и сотрудничали с Мадам Жозеф. Прауд написал, что у Дилера A есть запас типографских блоков штемпелей, используемых для иллюстрации журнальных статей и книг, которыми также гасят негашеные почтовые марки. Он также написал, что у дилера Б, с которым Мадам Жозеф безуспешно пыталась создать фабрику по «ремонту» почтовых марок, также был запас поддельных штампов с датами, который, по его словам, больше, чем у Мадам Жозеф. У него также, как утверждается, был перфорационный станок, изготовленный его братом, швейцарским промышленником. Прауд прокомментировал, что сказать, что деятельность Мадам Жозеф была скрыта покровом секретности, это преувеличение, и что ее бизнес был хорошо известен в сфере филателистической торговли в то время как продажа «отремонтированных» марок с услугой гашения в качестве дополнительной функции.
Недавно имя Эрика Дэвида Боуи (Eric David Bowie, род. 1900) — City Stamp Shop, 1 St. Swithin’s Lane, London EC4 было замечено в информационном бюллетене 1 мая 1937 года, рекламирующем коронационные почтовые марки. Боуи был привлечён к ответственности за подделку почтовых марок Серебряного юбилея (Silver Jubilee) по настоянию Робсона Лоу.
У Боуи были связи с The Broadway Stamp Company и Харрисом и Уайтхерстом из Бирмингема. Он отбыл свой срок и открыл магазин на Бермуде примерно в 1939 году. Во время Второй мировой войны он служил лейтенантом на корабле берегового базирования HMS Goshawk в Пиарко (Тринидад) — он также продавал почтовые марки. Тед Прауд отмечает, что коммандер Э. Д. Боуи был в Малайе в конце войны.
Он вернулся на Бермуду в 1946 году, где специализировался на марках японской оккупации Малайи — он написал небольшую книгу по этой теме. Он также проводил экспертизу почтовых марок, большинство из его экспертиз представляются правильными.
В феврале 1961 года он посетил филателистического дилера Эверарда Ф. Агилара (Everard F. Aguilar) на Ямайке. Приблизительно в 1963 году он переехал на ферму Джерси Роуз, где продал свои запасы Гарри Мартину-младшему из корпорации «Эмпайр Стэмп Корпорейшн» («Empire Stamp Corporation») в Торонто. Боуи вернулся на Бермуду в 1975 году, где продолжил свою ссору с Робсоном Лоу. В конце концов он был помещён в больницу Св. Брендана, психиатрическую больницу Бермуды.

## Последние события
В начале 1990-х годов ушедший в отставку филателистический дилер Дерек Ворбойс (Derek Worboys) приобрел инструменты и принадлежности Жозеф у Клайва Санто (Clive Santo), чтобы предотвратить их дальнейшее использование. Эти вещи находились в поместье покойного отца Клайва Джорджа, который умер в 1990 году. Сегодня вещи Мадам Жозеф находятся в музее Королевского филателистического общества Лондона.